# Waracchaou yo BOYFRIEND

Coperta Waracchaou yo BOYFRIEND

"Waracchaou yo BOYFRIEND" (笑っちゃおうよ BOYFRIEND?) - (Să râdem, iubitule) este al 11-lea single al trupei Berryz Kobo. A fost lansat pe 2 august 2006, iar DVD-ul Single V pe 9 august 2006.

## Track List

### CD
1. Waracchaou yo BOYFRIEND (笑っちゃおうよ BOYFRIEND) 
2. Suhada Pichipichi (素肌ピチピチ - Piele strălucitoare) 
3. Waracchaou yo BOYFRIEND (Instrumental) (笑っちゃおうよ BOYFRIEND (Instrumental))

### Single V
1. Waracchaou yo BOYFRIEND (笑っちゃおうよ BOYFRIEND)
2. Waracchaou yo BOYFRIEND (Dance Shot Version) (笑っちゃおうよ BOYFRIEND （Dance Shot Version）) 
3. Making Of (メイキング映像)

## Credite
1. Waracchaou yo BOYFRIEND (笑っちゃおうよ BOYFRIEND) 
- Versuri: Tsunku (つんく)
- Compoziție: Tsunku(つんく)
- Aranjare: Suzuki Shunsuke (鈴木俊介)

2. Suhada Pichipichi (素肌ピチピチ) 
- Versuri: Tsunku (つんく)
- Compoziție: Tsunku (つんく)
- Aranjare: Takahashi Yuichi (高橋諭一)

## Interpretări în concerte

### Waracchaou yo BOYFRIEND
- Hello! Project 2006 Summer ~Wonderful Hearts Land~
- Berryz Koubou Summer Concert Tour "Natsu Natsu! ~Anata wo Suki ni Naru Sangenzoku~"
- 2007 Sakura Mankai Berryz Koubou Live ~Kono Kandou ha Nidoto Nai Shunkan de Aru~
- Berryz Koubou Concert Tour 2007 Natsu ~Welcome! Berryz Kyuuden~

### Suhada Pichipichi
- 2007 Sakura Mankai Berryz Koubou Live ~Kono Kandou ha Nidoto Nai Shunkan de Aru~
- Berryz Koubou Concert 2007 Haru ~Zoku Sakura Mankai Golden Week -Compilation~
- Berryz Koubou Concert Tour 2007 Natsu ~Welcome! Berryz Kyuuden~
- Berryz Koubou Concert Tour 2008 Aki ~Berikore!~

## Prestații TV
- 27.07.2006 - Oha Star
- 30.07.2006 - Hello! Morning
- 18.08.2006 - Music Fighter
- 24.09.2006 - Music Express